# Maison Werner

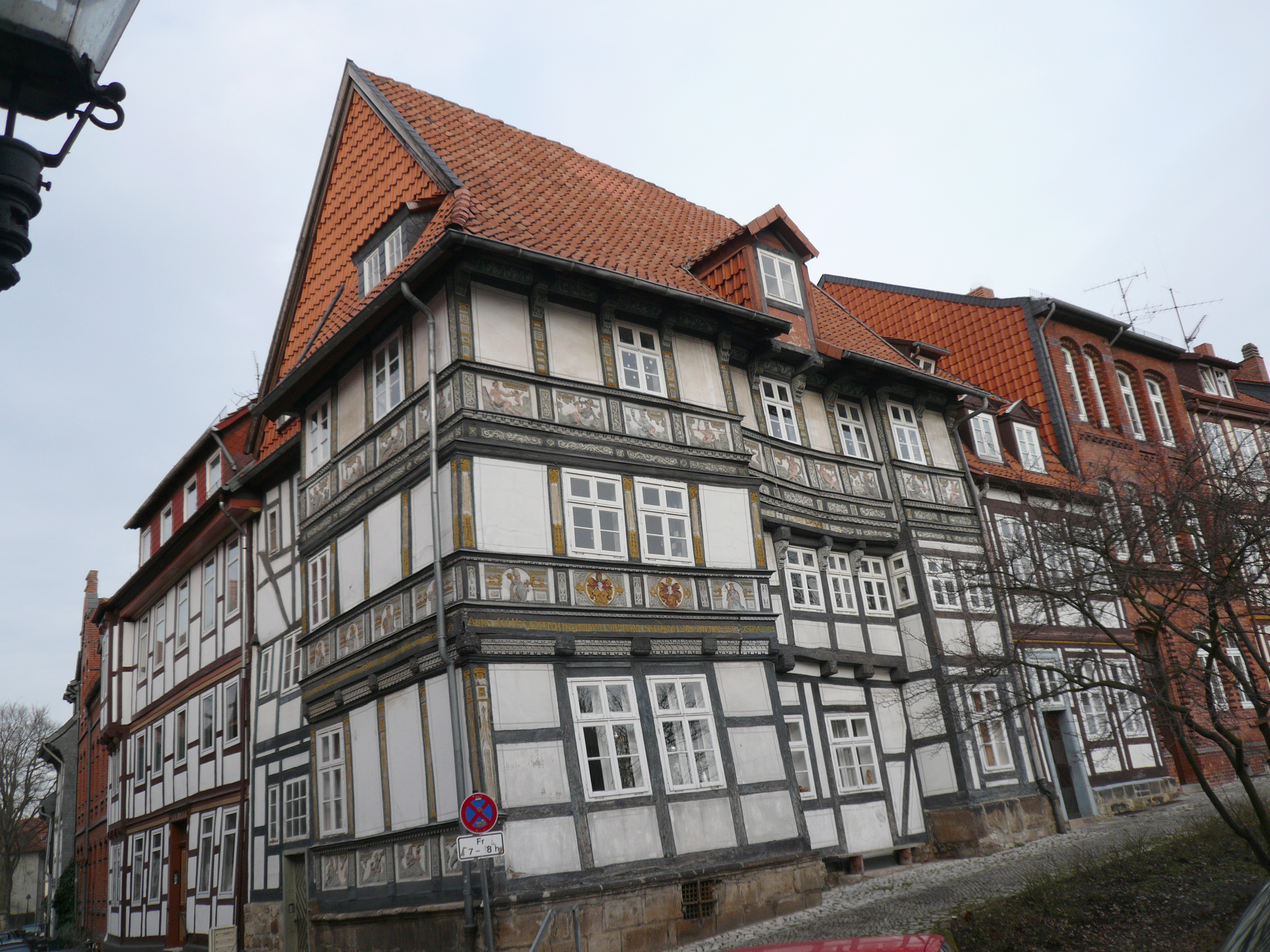
La maison Werner dans la version couleur de 1976

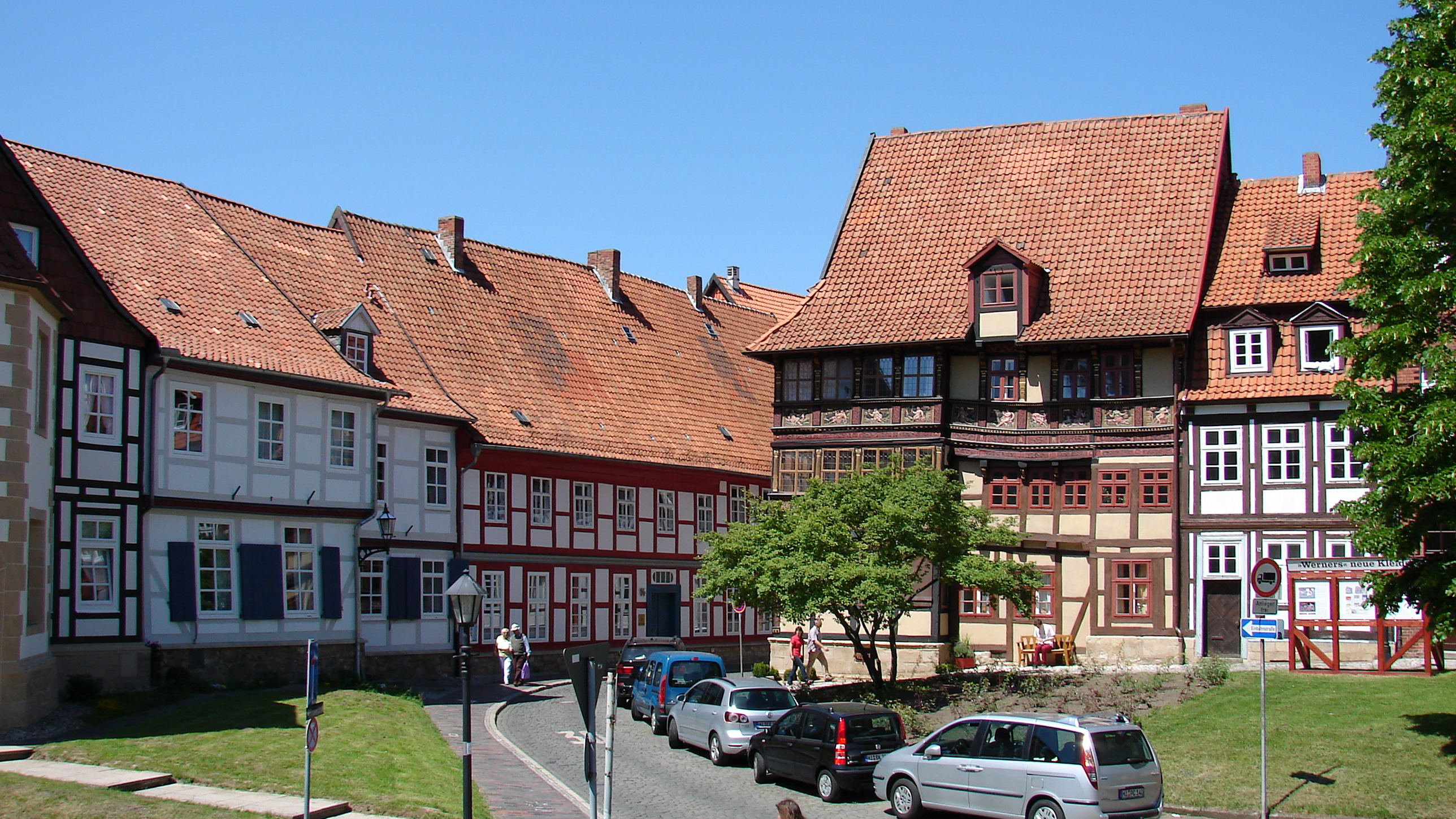
La maison Werner en 2012

La Wernersche Haus est une maison à colombages typique de la Renaissance située à Hildesheim, en Basse-Saxe, dans le nord de l'Allemagne.

## Description
Le bâtiment de trois étages date de 1606 et porte le nom de son constructeur, le secrétaire épiscopal Philip Werner. La façade est richement décorée de sculptures. Quatre peintures de parapet symbolisent l'espoir, la foi, la charité et la patience. Il y a un total de 29 panneaux sur la façade.

## Histoire
Le bâtiment est resté intact pendant la guerre de Trente Ans. Lors du bombardement de Hildesheim le 22 mars 1945, il a subi d'importants dégâts causés par le feu, qui étaient déjà réparés en 1948. Il a été entièrement rénové en 1974 et 2011, où il a retrouvé ses couleurs d'origine.

## Culture
Dans le film Du mein stilles Tal (1955), dont le décor principal est le château de Söder, certaines scènes se déroulent devant la maison Werner avec vue sur le Hinteren Brühl.

## Source de traduction
- (de) Cet article est partiellement ou en totalité issu de l’article de Wikipédia en allemand intitulé « Wernersches Haus » (voir la liste des auteurs).